# Hubert Lambert
Pour les articles homonymes, voir Lambert.
Hubert Lambert, né le 20 août 1934 à Saint-Cloud où il est mort le 24 septembre 1976, est un essayiste, militant d'extrême droite et millionaire français.

## Biographie
Fils de Léon Lambert, Hubert Lambert hérite de son père et devient avec sa mère l'un des actionnaires de la société Lambert Frères et Cie, entreprise de matériaux de construction, avant de céder sa participation aux autres branches de la famille Lambert.
Il écrit plusieurs ouvrages sous le pseudonyme d'« Hubert Saint-Julien ». Ancien président des Jeunes indépendants de Paris[Quand ?], il est défini en 1958 par Le Monde comme un « théoricien fort lié aux néo-fascistes italiens et qui rêve de devenir un nouveau Drieu La Rochelle ».
Après avoir été proche de Pierre Sidos (dès 1951), Pierre Poujade ou Pierre Boutang, il rencontre Jean-Marie Le Pen, qui le nomme membre du comité central du Front national (FN), et son conseiller pour les questions militaires. Il écrit en outre dans l'organe du parti, Le National, et dans plusieurs revues nationalistes, comme Le Faisceau, L'Heure française ou Jeune Nation. Il signe en 1976, aux côtés de Pierre Boutang ou Gustave Thibon, une « déclaration en faveur du maintien de la souveraineté française », contre l'élection du Parlement européen au suffrage universel.
« Fragile physiquement et psychologiquement », qualifié même d'« éthylique désœuvré » et « proche de la débilité », il passe ses journées enfermé chez lui avec sa mère, en pyjama, à boire et fumer ; il est soigné par Jean Demarquet.

### Mort et querelles testamentaires
Il meurt le 24 septembre 1976, à l'âge de 42 ans, des suites d'une cirrhose, dans son domicile de Montretout.  Il lègue sa fortune d'environ 30 millions de francs, à Jean-Marie Le Pen, ce qui provoque la contestation du testament par son cousin Philippe Lambert ; le litige est finalement tranché à l'amiable.

## Ouvrages
- Louis Rossel (1844-1871) : pensée et action d'un officier insurgé, Paris, Presses continentales, coll. « Les Documents français » (no 7), 1962, 99 p. (BNF 33163474, SUDOC 086761617).
- Défense nationale et OTAN, Paris, Presses continentales, coll. « Les Documents français » (no 10), 1971, 80 p. (BNF 35171540).